# Soribada Best K-Music Awards
O Soribada Best K-Music Awards (anteriormente abreviado como SOKA e atualmente abreviado como SOBA) é uma cerimônia de premiação apresentada pela plataforma de música digital Soribada para celebrar os melhores e mais brilhantes lançamentos de K-pop. A primeira cerimônia de premiação foi realizada em setembro de 2017 e premiou músicas lançadas entre setembro de 2016 e agosto de 2017.
Esta é a primeira cerimônia de premiação hospedada pela Soribada, que foi estabelecida em 2000 como o primeiro serviço de música digital na Coréia.

## Lista de cerimônias
| Edição | Data                      | Local                      | Cidade              | Ref.  |
| ------ | ------------------------- | -------------------------- | ------------------- | ----- |
| 1ª     | 20 de setembro de 2017    | Jamsil Students 'Gymnasium | Seul, Coreia do Sul | [ 3 ] |
| 2ª     | 30 de agosto de 2018      | Olympic Gymnastics Arena   | Seul, Coreia do Sul | [ 4 ] |
| 3ª     | 22 a 23 de agosto de 2019 | Olympic Gymnastics Arena   | Seul, Coreia do Sul | [ 5 ] |
| 4º     | 13 de agosto de 2020      | Online Ceremony            | Online Ceremony     | [ 6 ] |

## Critérios de julgamento
Os vencedores são determinados por meio de dados internos da Soribada, votos online e votos móveis de fãs de todo o mundo, bem como avaliações de jurados e críticos profissionais.

## Grand Prize (Daesang)
| Ed. | Ano  | Vencedor(es) | Vencedor(es) | Vencedor(es) | Vencedor(es) |
| --- | ---- | ------------ | ------------ | ------------ | ------------ |
| 1ª  | 2017 | EXO          | EXO          | TWICE        | TWICE        |
| 2ª  | 2018 | BTS          | BTS          | TWICE        | TWICE        |
| 3ª  | 2019 | BTS          | Twice        | Red Velvet   | Mamamoo      |
| 4º  | 2020 | BTS          | BTS          | BTS          | BTS          |

## Main Prize (Bonsang)
| Ed. | Ano  | Vencedor(es) | Vencedor(es) | Vencedor(es) | Vencedor(es) | Vencedor(es)   | Vencedor(es) | Vencedor(es)    | Vencedor(es) | Vencedor(es) | Vencedor(es) | Vencedor(es) | Vencedor(es) | Vencedor(es) |
| --- | ---- | ------------ | ------------ | ------------ | ------------ | -------------- | ------------ | --------------- | ------------ | ------------ | ------------ | ------------ | ------------ | ------------ |
| 1st | 2017 | B.A.P        | BtoB         | EXO          | GFriend      | Hwang Chi-yeul | Mamamoo      | Monsta X        | Red Velvet   | T-ara        | Twice        | VIXX         | –            | –            |
| 2nd | 2018 | AOA          | Bolbbalgan4  | BTS          | Mamamoo      | Momoland       | Monsta X     | NCT 127         | NU'EST W     | Red Velvet   | Twice        | Wanna One    | –            | –            |
| 3rd | 2019 | AB6IX        | BTS          | Chungha      | Ha Sung-woon | Kim Jae-hwan   | Mamamoo      | Momoland        | Monsta X     | NCT 127      | Park Ji-hoon | Red Velvet   | Twice        | –            |
| 4th | 2020 | AB6IX        | Astro        | BTS          | GFriend      | Iz*One         | Kang Daniel  | Lim Young-woong | Mamamoo      | NCT Dream    | Oh My Girl   | Red Velvet   | Twice        | Victon       |

## Rookie Award
| Ed. | Ano  | Vencedor(es) | Vencedor(es) | Vencedor(es) |
| Ed. | Ano  | Grupo        | Banda        | Trot         |
| --- | ---- | ------------ | ------------ | ------------ |
| 1ª  | 2017 | Wanna One    | -            | -            |
| 1ª  | 2017 | Pentagon     | -            | -            |
| 2ª  | 2018 | The Boyz     | IZ           | Kangnam      |
| 2ª  | 2018 | Nature       | IZ           | Seol Ha-yoon |
| 2ª  | 2018 | Stray Kids   | IZ           | Seol Ha-yoon |
| 3ª  | 2019 | ITZY         | -            | Song Ga-in   |
| 3ª  | 2019 | ITZY         | -            | Hong Ja      |
| 3ª  | 2019 | TXT          | -            | Kim Soo Chan |
| 3ª  | 2019 | TXT          | -            | Jung Mi Ae   |
| 4º  | 2020 | Cravity      | -            | -            |
| 4º  | 2020 | MCND         | -            | -            |
| 4º  | 2020 | TOO          | -            | -            |

## Popularity Award
| Ed. | Ano  | Vencedor(es) | Vencedor(es) |
| Ed. | Ano  | Masculino    | Feminino     |
| --- | ---- | ------------ | ------------ |
| 1ª  | 2017 | Exo          | -            |
| 2ª  | 2018 | Wanna One    | Mamamoo      |
| 3ª  | 2019 | BTS          | Twice        |
| 4º  | 2020 | BTS          | Twice        |

## Genre Awards

### Trot Grand Award
| Ed. | Ano  | Vencedor(es) | Vencedor(es)   | Vencedor(es) |
| --- | ---- | ------------ | -------------- | ------------ |
| 3ª  | 2019 | Jin Sung     | Hong Jin-young |              |

### Trot Artist Award
| Ed. | Ano  | Vencedor(es) | Vencedor(es)   | Vencedor(es) |
| --- | ---- | ------------ | -------------- | ------------ |
| 1st | 2017 | Tae Jin-ah   | Hong Jin-young |              |
| 2nd | 2018 | Tae Jin-ah   | Hong Jin-young |              |
| 3rd | 2019 | Tae Jin-ah   | Tae Jin-ah     |              |

### Rising Trot Award
| Ed. | Ano  | Vencedor(es) | Vencedor(es)          |
| --- | ---- | ------------ | --------------------- |
| 4th | 2020 | Kim Soo-chan | Second Aunt Kim Da-vi |

### Hip Hop Artist Award
| Ed. | Ano  | Vencedor |
| --- | ---- | -------- |
| 2ª  | 2018 | Mino     |

### R&B Artist Award
| Ed. | Ano  | Vencedor(es) | Vencedor(es) |
| --- | ---- | ------------ | ------------ |
| 2ª  | 2018 | CRUSH        | CRUSH        |
| 3ª  | 2019 | Park Bom     | Yang Da-il   |

### Rock Band Award
| Ed. | Year | Vencedor |
| --- | ---- | -------- |
| 3rd | 2019 | YB       |

## Best OST Award
| Ed. | Ano  | Vencedor(es)  | Canção                                 | Drama                           |
| --- | ---- | ------------- | -------------------------------------- | ------------------------------- |
| 1ª  | 2017 | Ailee         | "I Will Go to You Like the First Snow" | Goblin                          |
| 2ª  | 2018 | Jeong Se-woon | "It’s You"                             | What's Wrong with Secretary Kim |
| 4º  | 2020 | Gaho          | "Start Over"                           | Itaewon Class                   |

## Music Video Award
| Ed. | Ano  | Vencedor |
| --- | ---- | -------- |
| 1ª  | 2017 | Zanybros |
| 2ª  | 2018 | Zanybros |

## Music Producer Awards

### Producer Award
| Ed. | Ano  | Vencedor(a)   |
| --- | ---- | ------------- |
| 1ª  | 2017 | Iggy, Yongbae |
| 2ª  | 2018 | Kim Do-hoon   |
| 3ª  | 2019 | Rimador       |
| 4º  | 2020 | Kim Do-hoon   |

### Songwriter Award
| Ed. | Ano  | Vencedor(es) | Vencedor(es)       |
| --- | ---- | ------------ | ------------------ |
| 4º  | 2020 | Lee Han-gil  | Turns Out Comatose |

### Best Hip Hop Maker Award
| Ed. | Ano  | Vencedor(es) | Vencedor(es) |
| --- | ---- | ------------ | ------------ |
| 3ª  | 2019 | GroovyRoom   | dress        |

## Special Hallyu Awards

### Artist of the Year Award
| Ed. | Ano  | Vencedora | Vencedora |
| --- | ---- | --------- | --------- |
| 4º  | 2020 | Twice     |           |

### Music of the Year Award
| Ed. | Ano  | Vencedora  | Vencedora |
| --- | ---- | ---------- | --------- |
| 4º  | 2020 | Red Velvet |           |

### Stage of the Year Award
| Ed. | Ano  | Vencedor    | Vencedor |
| --- | ---- | ----------- | -------- |
| 4º  | 2020 | Kang Daniel |          |

### Artist Award
| Ed. | Ano  | Vencedor(es) | Vencedor(es) |
| --- | ---- | ------------ | ------------ |
| 1ª  | 2017 | BTS          | BTS          |
| 2ª  | 2018 | Monsta X     | Red Velvet   |
| 3ª  | 2019 | WJSN         | Lovelyz      |
| 4º  | 2020 | TXT          | ITZY         |

### Performance Award
| Ed. | Ano  | Vencedor(es) | Vencedor(es) |
| --- | ---- | ------------ | ------------ |
| 1ª  | 2017 | NCT 127      | Gugudan      |
| 2ª  | 2018 | Samuel       | DIA          |
| 3ª  | 2019 | Ateez        | Loona        |
| 4º  | 2020 | The Boyz     | (G) I-dle    |

### Rising Hot Star Award
| Ed. | Ano  | Vencedor(es)          | Vencedor(es)      | Vencedor(es) |
| --- | ---- | --------------------- | ----------------- | ------------ |
| 1ª  | 2017 | WJSN                  | Quero um          | -            |
| 2ª  | 2018 | Hyeongseop X Euiwoong | YDPP              | -            |
| 3ª  | 2019 | N.Flying              | Crianças perdidas | The Boyz     |
| 4º  | 2020 | Nature                | Loona             | GWSN         |

### Icon Award
| Ed. | Ano  | Vencedor(es) | Vencedor(es) |
| --- | ---- | ------------ | ------------ |
| 1ª  | 2017 | Red Velvet   | Red Velvet   |
| 2ª  | 2018 | NU'EST W     | NU'EST W     |
| 3ª  | 2019 | Oh My Girl   | Park Ji-hoon |
| 4º  | 2020 | Oneus        | WJSN         |

### Voice Award
| Ed. | Ano  | Vencedor(es)  | Vencedor(es)  | Vencedor(es)     |
| --- | ---- | ------------- | ------------- | ---------------- |
| 1ª  | 2017 | Han Dong-geun | Han Dong-geun | Han Dong-geun    |
| 2ª  | 2018 | Wheesung      | GB9 (social)  | Seo J (social)   |
| 3ª  | 2019 | Jeong Se-woon | Lee Chang-min | Lee Woo (social) |
| 4º  | 2020 | Kim Jae-hwan  | Kim Woo-seok  | Ha Sung-woon     |

### Music Star Award
| Ed. | Ano  | Vencedor(es) | Vencedor(es) |
| --- | ---- | ------------ | ------------ |
| 1ª  | 2017 | Sonamoo      | KNK          |
| 2ª  | 2018 | Chungha      | UNB          |
| 3ª  | 2019 | CLC          | Nature       |

### Global Entertainer Award
| Ed. | Ano  | Vencedor(es) | Vencedor(es) |
| --- | ---- | ------------ | ------------ |
| 2ª  | 2018 | 7Senses      | 7Senses      |
| 3ª  | 2019 | Zero 9       | SNH48        |

### Social Artist Award
| Ed. | Ano  | Vencedor (es) | Vencedor (es) |
| --- | ---- | ------------- | ------------- |
| 2ª  | 2018 | BTS           | BTS           |
| 3ª  | 2019 | Hwasa         | NCT 127       |

### Global Hot Trend Award
| Ed. | Ano  | Vencedor(es) | Vencedor(es) |
| --- | ---- | ------------ | ------------ |
| 3ª  | 2019 | ASTRO        | ASTRO        |
| 4º  | 2020 | Stray Kids   | Iz * One     |

### Next Artist Award
| Ed. | Ano  | Vencedor(es) | Vencedor(es) | Vencedor(es) |
| --- | ---- | ------------ | ------------ | ------------ |
| 3ª  | 2019 | Oneus        | Newkidd      | A.C.E        |
| 4º  | 2020 | DKB          | AleXa        | -            |

## Outros prêmios
| Edição | Ano  | Prêmio                          | Vencedor(es) | Vencedor(es) |
| ------ | ---- | ------------------------------- | ------------ | ------------ |
| 1ª     | 2017 | Photogenic Award                | DIA          | DIA          |
| 1ª     | 2017 | Global Career Achievement Award | Eru          | Eru          |
| 2ª     | 2018 | Trend Queen Award               | Seo In-young | Seo In-young |
| 2ª     | 2018 | People's Choice Award           | Exo          | Exo          |
| 3ª     | 2019 | New Wave Award                  | Monsta X     | (G) I-dle    |
| 3ª     | 2019 | Art-tainer Award                | Nam Woo-Hyun | Weki Meki    |
| 4º     | 2020 | New K-Wave Real Fan Award       | Kang Daniel  | Kang Daniel  |
| 4º     | 2020 | Global Artist Award             | astro        | astro        |

## Mais vitórias
Os seguintes artistas receberam cinco ou mais prêmios:
| Classificação | Artista(s) | Prêmios |
| ------------- | ---------- | ------- |
| 1             | Twice      | 10      |
| 1             | BTS        | 10      |
| 2             | Red Velvet | 8       |
| 3             | Mamamoo    | 6       |
| 4             | Monsta X   | 5       |